# Melinovac
Melinovac – wieś w Chorwacji, w żupanii licko-seńskiej, w gminie Donji Lapac. W 2011 roku liczyła 9 mieszkańców.